# Pure Imagination
Pure Imagination è un brano musicale composto da Leslie Bricusse e Anthony Newley incluso nella colonna sonora del film Willy Wonka e la fabbrica di cioccolato (1971), cantato nel film da Gene Wilder (nei panni di Willy Wonka).

## Il brano
L'introduzione della canzone, è tratta dall'ouverture dell'opera Le nozze di Figaro di Wolfgang Amadeus Mozart. Brano molto popolare, è stato reinterpretato da numerosi artisti e spesso usato per spot pubblicitari.

## Cover
- Michael Feinstein registrò una versione di Pure Imagination per l'omonimo album del 1992.
- Lou Rawls incise una reinterpretazione di Pure Imagination per l'album All Things in Time del 1976.
- Il chitarrista Buckethead ha inserito la sua versione del brano in vari dischi (Bucketheadland del 1992 con il titolo variato in Wonka in Slaughter Zone, Giant Robot del 1994) e dal vivo in concerto.
- Kenny Loggins in medley con la sua canzone Neverland Melody nell'album Return to Pooh Corner del 1994.
- Il gruppo punk Smoking Popes nell'album Destination Failure del 1997.
- I Maroon 5 nel 2004.
- Nel 2005, la MasterCard commissionò una versione rock alternativo del brano per lo spot televisivo Candy Store.
- Bradley Joseph arrangiò una versione di Pure Imagination per il suo album For the Love of It del 2005.
- Il DJ italiano Stylophonic, remix della versione di Low Rawls e inserita nell'album BeatBox Show del 2006.
- Ferraby Lionheart nel suo album di debutto Catch the Brass Ring del 2007.
- Fiona Apple nel 2013.[2] (US No. 104[3])
- Jamie Cullum nel 2013 sull'album Momentum.
- Bob James nel 1977 sull'album BJ4.
- The Blenders in medley con White Christmas.
- Jackie Evancho per la compilation Songs from the Silver Screen.
- Mariah Carey reinterpretò Pure Imagination in versione urban/R&B remix come B-side del singolo I Still Believe.
- Russell Brand, con la London Symphony Orchestra, eseguì la canzone alla Cerimonia di chiusura dei Giochi della XXX Olimpiade del 2012.
- Una versione orchestrale della canzone venne suonata durante la cerimonia degli Oscar del 2014 dopo la vittoria di Lupita Nyong'o nella categoria Miglior attrice non protagonista.[4][5]
- Monty Alexander in versione jazz nel suo album Pure Imagination (2002).[6]
- I Karmin con il titolo Come With Me (Pure Imagination) nell'album Leo Rising.
- I Primus in versione Prog/Funk Rock Nell’album Primus & the Chocolate Factory with the Fungi Ensemble nel 2014
- Fox Stevenson suonò Pure Imagination durante il Laundry Day Music Festival del 2016 come omaggio a Gene Wilder, scomparso quattro giorni prima.
- Nell'ottobre 2016, Microsoft utilizzò un adattamento di Pure Imagination, eseguita da Stephanie Tarling, per il lancio del computer Surface Studio.
- Nel 2016 Barbra Streisand registrò la canzone in duetto con Seth MacFarlane per l'album Encore: Movie Partners Sing Broadway.[7]
- Una versione strumentale della canzone è stata inserita nel film del 2017 Thor: Ragnarok.[8][9]
- La canzone viene interpretata dal cast di Glee nell'episodio 21 della seconda stagione, andato in onda nel 2011.
- La canzone viene interpretata da Timothée Chalamet nel film del 2023 Wonka, prequel del film con Gene Wilder.